# 海蘭 (明尼蘇達州菲爾莫爾縣)
海蘭（英語：Highland）是位於美國明尼蘇達州菲爾莫爾縣的一個非建制地區。

## 歷史
海蘭的郵局於1857年設立，其後於1902年停運。此地得名自其相對較高的海拔。

## 地理
海蘭所處的海拔為高於海平面358米（即1175英呎），而該地所採用的時區為UTC-6，即北美中部時區（CST）。同時該地設有夏令時間，為UTC-6調快一小時，即UTC-5（CDT）。